# Wilhelm Rudolf Kutter
Wilhelm Rudolf Kutter (23 de agosto de 1818, Ravensburg, Alemania -† 6 de mayo de 1888, Berna) fue un ingeniero de obras hidráulicas y sistemas de canalización.
Junto con Emile Ganguillet desarrolló una fórmula para el cálculo de la velocidad del agua en canales abiertos, teniendo en cuenta pérdidas por fricción.